# Trajekt Rheinhausen–Hochfeld
Das Trajekt Rheinhausen-Hochfeld wurde von der Rheinischen Eisenbahn-Gesellschaft erbaut und am 23. August 1866 als Eisenbahnfähre in Betrieb genommen.

## Geschichte
Nach der Erschließung der linken Rheinseite mit Eisenbahnstrecken von Kleve über Köln und Aachen bis nach Bingerbrück suchte die Rheinische Eisenbahn-Gesellschaft unter ihrem Präsidenten, dem Geheimen Kommerzienrat Mevissen, einen Bahnanschluss an die Ruhrkohlenzechen im Ruhrgebiet. Der sehr lukrative Kohlenverkehr dort wurde bislang nur von der Köln-Mindener Eisenbahn-Gesellschaft und der Bergisch-Märkischen Eisenbahn-Gesellschaft durchgeführt. 

### Bau der Trajektanstalt
Die um 1860 begonnene Planung sah eine neue Bahnstrecke von Osterath an der Köln–Krefelder Strecke über den Rhein nach Essen und später weiter bis Dortmund vor. Da zu dieser Zeit das preußische Militär noch feste Rheinbrücken außerhalb der Festungsstädte ablehnte, blieb nur der Bau eines Trajektes zwischen dem linksrheinischen Rheinhausen und dem Duisburger Stadtteil Hochfeld. Die preußischen Konzessionen wurden für Bahnstrecke am 9. März 1863 und für das Trajekt am 16. Juli 1863 erteilt. Während mit dem Bau der Bahnstrecke sofort begonnen wurde, wartete die Rheinische Eisenbahn hinsichtlich des Trajekts auf die Fertigstellung ihres Trajekts Spyck–Welle, um die dort noch in Erprobung befindliche Technik hier übernehmen zu können.

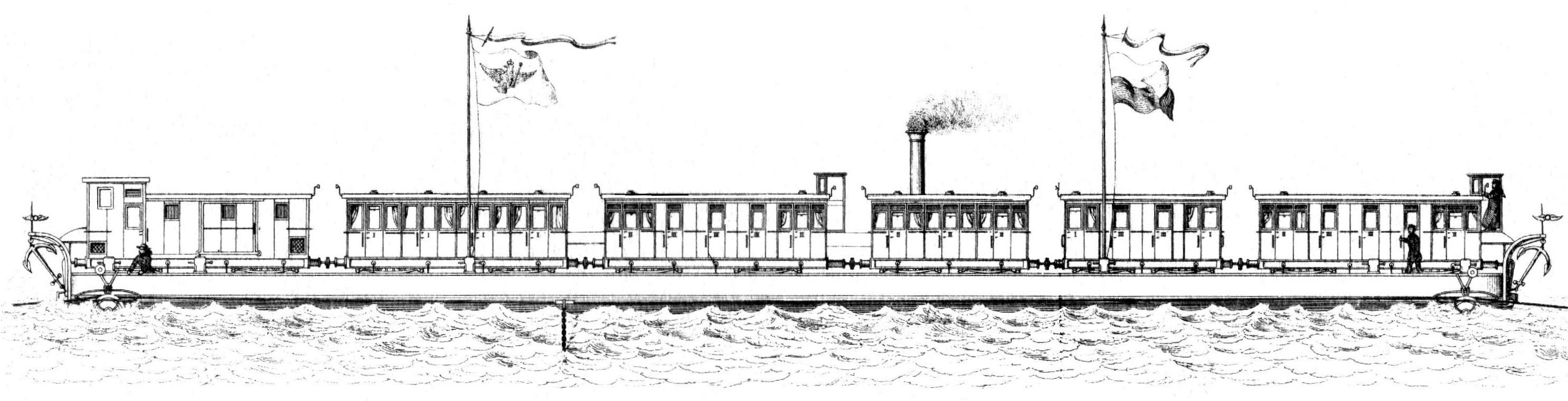
Mit Personenwagen beladene Ponte auf der Fahrt über den Rhein

Die Rheinische Eisenbahn-Gesellschaft rechnete mit einem hohen Verkehrsaufkommen und sah fünf Trajektstraßen vor. Es sollten im Endstadium fünf Fährponten mit Personen- und Güterwagen unabhängig voneinander jeweils zwischen zwei Drahtseilen den Rhein überqueren. Tatsächlich in Betrieb gingen jedoch nur vier Trajektstraßen. Die Gleisrampen führten mit einer Neigung von 1:48 von den Rangierbahnhöfen an beiden Ufern zum Wasser hinab. An den Ufern wurden größere Hafenbecken ausgebaggert, um die Anlegestellen von der Strömung freizuhalten. Auf der rechten Rheinseite besteht noch heute der Kultushafen Duisburg.

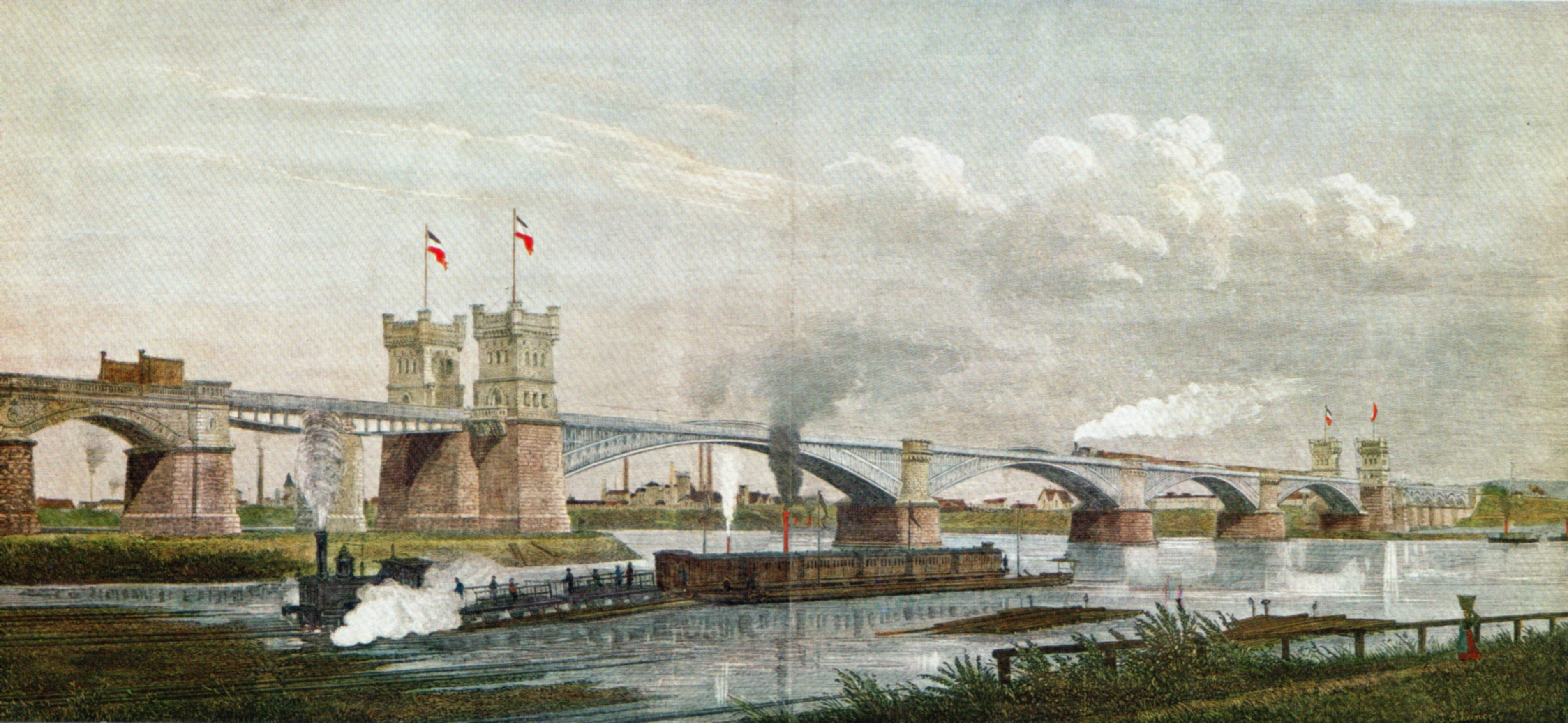
Im Vordergrund ein Trajektschiff mit Personenwagen. Dahinter die neue Eisenbahnbrücke mit einem Güterzug Anfang Januar 1874. Hinter der Brücke Duisburg-Hochfelder Industriewerke

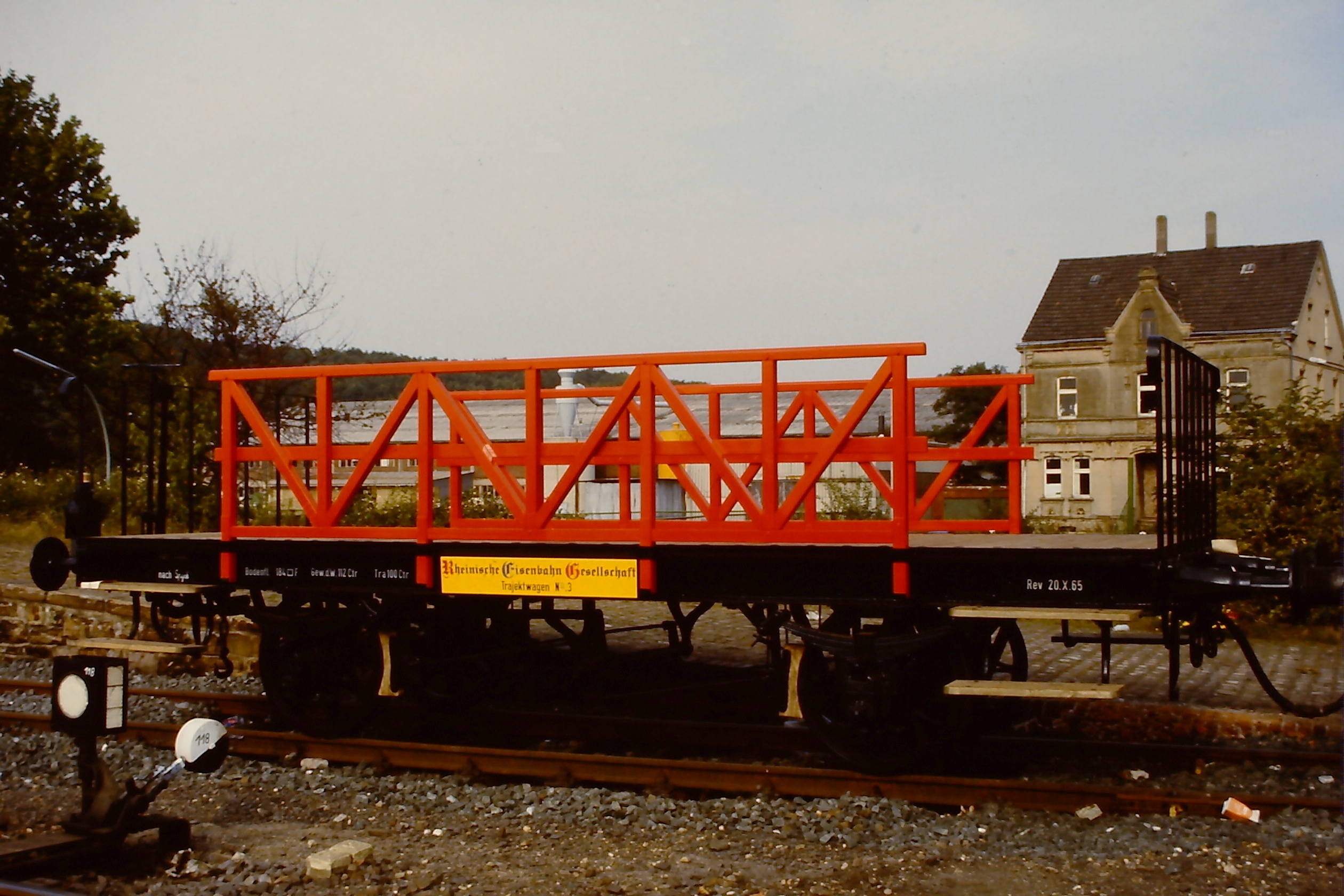
Trajektwagen Nr. 3

Für den Transport der Wagen wurden bei der Kölner Maschinenanstalt in Köln-Bayenthal fünf Fährponten bestellt. Die 47 Meter langen Ponten „Ruhr“, „Lahn“ und „Mosel“ konnten jeweils acht Güterwagen oder fünf Personenwagen tragen. Die vierte Ponte, die 63 Meter lange „Rhein“ trug zehn Güter- oder sieben Personenwagen. Die fünfte Ponte, genannt „Eisponte“, fasste fünf Güterwagen. Auf jeder Ponte war neben dem Gleis eine Dampfmaschine mit 30 PS Leistung aufgestellt, die über ein Getriebe und eine 2,5 Meter große Seilscheibe die Ponte am Zugseil über den Rhein zog. Die Waggons wurden über eine fahrbare Landebrücke mit leichten Zwischenwagen auf die Ponte geschoben bzw. am anderen Ufer abgezogen. 
Die Ponten wurden an einem 65 Millimeter starken Führungsseil aus Draht über den Strom geführt. Ein zweites Drahtseil diente als Zugseil, es wurde von auf der Ponte aufgestellten Dampfmaschine mittels zwei Seilscheiben bewegt. 
Eröffnen konnte die Rheinische Eisenbahn-Gesellschaft das Trajekt mit zwei Fährstraßen für den Güterverkehr am 23. August 1866 und für den Personenverkehr am 1. September 1866. Die dritte und vierte Fährstraße wurden erst im folgenden Jahr fertiggestellt. Durch Sturm, Hochwasser und Eisgang war der Trajektverkehr in jedem Jahr etwa vier Wochen lahmgelegt. Trotzdem stieg die Leistung der Trajektanstalt von 104.000 Wagen und 51 Lokomotiven im Jahre 1867 bis auf fast 350.000 Wagen und 286 Lokomotiven im letzten Betriebsjahr 1873 an. An Kohlen wurden im Jahr 1867 über 8 Millionen Zentner und 1873 über 28 Millionen Zentner über den Rhein befördert. 
Probleme machte der große Verschleiß der Seile, die dadurch häufig erneuert werden mussten. Auch versandeten die Landestellen recht leicht, sie mussten regelmäßig ausgebaggert werden.

### Ende des Trajektbetriebs
Die ständigen Bemühungen der Bahngesellschaft, doch noch den Bau einer Rheinbrücke genehmigt zu bekommen, hatten schließlich Erfolg.
Der Bau der Duisburg-Hochfelder Eisenbahnbrücke wurde am 29. Juli 1871 genehmigt und mit dem Bau sofort begonnen.
Am 24. Dezember 1873 begann bereits der Güterzugverkehr, Personenwagen wurden noch bis zum 14. Januar 1874 trajektiert.